# Metropolia Pouso Alegre
Metropolia Pouso Alegre – metropolia Kościoła rzymskokatolickiego w Brazylii. Składa się z metropolitalnej archidiecezji Pouso Alegre i dwóch diecezji. Została erygowana 14 kwietnia 1962 konstytucją apostolską Qui tanquam Petrus papieża Jana XXIII. Od 2014 godność arcybiskupa metropolity sprawuje abp José Luiz Majella Delgado.
W skład metropolii wchodzą:
- Archidiecezja Pouso Alegre
  - Diecezja Campanha
  - Diecezja Guaxupé

Prowincja kościelna Pouso Alegre wraz z metropoliami Belo Horizonte, Diamantina, Juiz de Fora, Mariana, Montes Claros, Uberaba i Vitória tworzą region kościelny Wschód II (Regional Leste II), zwany też regionem Minas Gerais e Espírito Santo.

## Metropolici
- José d’Angelo Neto (1962 – 1990)
- João Bergese (1991 – 1996)
- Ricardo Pedro Chaves Pinto Filho (1996 – 2014)
- José Luiz Majella Delgado (od 2014)